# Queen Victoria
Le MS Queen Victoria  (souvent appelé QV) est un paquebot de croisière appartenant à la compagnie Cunard Line, conçu pour remplacer provisoirement le Queen Elizabeth 2 dont le désarmement a été effectué en novembre 2008. Le voyage inaugural du Queen Victoria a commencé le 11 décembre 2007. À l'automne 2010, le Queen Elizabeth 2 est remplacé par le Queen Elizabeth qui est en fait le sister-ship du Queen Victoria.
Le navire mesure 294 mètres, soit 50 mètres de moins que le Queen Mary 2, mais il possède quasiment les mêmes dimensions que le Queen Elizabeth 2. Il peut embarquer 2 014 passagers et 900 membres d'équipage. Le nombre de cabines à bord est de 1 007.
Sur le bateau, se trouvent 13 bars, trois piscines, une salle de bal, un théâtre, et un casino. À bord il y a également 5 restaurants : le Britannia grill (850 places assises en double sitting), le Princess grill et Queens grill (environ 120 places assises avec des services très haut de gamme), le Todd English (restaurant payant sur réservation) et le Lido (de type cafétéria avec menu à thème variable en soirée, ouvert à l'ensemble des passagers, peu importe leur restaurant assigné ou type de cabine).
Avec 90 000 UMS de jauge brute, le Queen Victoria est le deuxième plus gros navire de la Cunard. Il est devancé par le Queen Mary 2 qui possède un tonnage proche de 150 000.
Le bateau a été construit par les chantiers Fincantieri situés à Marghera, dans la partie sur la « terre ferme » de Venise. La quille a été posée le 12 mai 2006, et la mise en eau réalisée le 15 janvier 2007. Le navire a été baptisé le 10 décembre 2007 à Southampton par Camilla Parker Bowles, duchesse de Cornouailles, avant de partir en mer le jour suivant.
Certains puristes ont critiqué la Cunard parce qu'elle avait choisi le nom d'une reine pour désigner le paquebot, cette prestigieuse appellation étant traditionnellement réservée au seul « navire-amiral » de la compagnie, comme ce fut le cas pour le Queen Mary, le Queen Elizabeth, le Queen Elizabeth 2 ou encore le Queen Mary 2.
À noter que le Queen Victoria ressemble assez fortement à l’Arcadia, un navire sorti en 2005. En réalité, l’Arcadia aurait dû initialement être le Queen Victoria. Mais la Cunard décida de commander un nouveau bateau encore plus luxueux en reprenant les points positifs du Queen Mary 2. Le Queen Victoria premier du nom fut donc vendu à la Peninsular and Oriental Steam Navigation Company (P&O), où il fut rebaptisé MV Arcadia.
En mai 2017, lors d'un arrêt technique aux chantiers Fincantieri de Palerme, une opération majeure a été mise en place visant à reconstruire la partie arrière de la superstructure. Inclinée à l’origine, celle-ci est devenue plus droite, grâce à l’intégration d’un nouveau bloc comprenant notamment 43 cabines supplémentaires, ainsi qu’un restaurant et un bar. Permettant ainsi d’accroître les capacités, l’adoption d’une poupe plus verticale avait été intégrée dès l'origine sur le Queen Elizabeth. Une évolution que l’on avait également vue sur des unités équivalentes d’Holland America Line, filiale comme Cunard du groupe américain Carnival Corporation. Quant à  l’Arcadia, il a reçu cette modification technique en 2008.